# Genie Award
Die Genie Awards waren von 1979 bis 2012 die wichtigsten Auszeichnungen für kanadische Kinofilme. Der Filmpreis war mit dem Oscar in den USA vergleichbar.
Bei den Genie Awards gab es neunzehn Kategorien und zwei Spezialpreise. Der Golden Reel Award prämierte die höchsten Einnahmen des Jahres an den kanadischen Kinokassen. Der Claude Jutra Award, der 1993 zu Ehren des gleichnamigen Québecer Filmemachers etabliert wurde, zeichnete die besten ersten Kinofilme von Regisseuren aus. 

## Geschichte
Er wurde 1979 von der kanadischen Akademie für Kino und Fernsehen (Academy of Canadian Cinema & Television) gegründet. Die erste Verleihung fand 1980 statt. Genie Awards wurden jährlich in Toronto, Ontario, verliehen. Es gab über 4000 Stimmberechtigte, die in der kanadischen Filmindustrie tätig sind. Die Statue wurde vom kanadischen Bildhauer Sorel Etrog entworfen. Die Genie Awards ersetzten die Canadian Film Awards (auch Etrog Awards genannt), die von 1949 bis 1979 verliehen wurden. 
2013 wurden die Genie Awards und die Gemini Awards von der Academy of Canadian Cinema and Television durch die neuen Canadian Screen Awards ersetzt.

## Preisträger
Ausgezeichnete Filme in der Kategorie Bester Film mit Angabe des Regisseurs:
- 1980: Das Grauen (The Changeling) von Peter Medak
- 1981: Weg mit Schaden (Les Bons débarras) von Francis Mankiewicz
- 1982: Das süße Wort Verheißung (Ticket to Heaven) von Ralph L. Thomas
- 1983: Der Fuchs (The Grey Fox) von Phillip Borsos
- 1984: Marathon der Hoffnung (The Terry Fox Story) von Ralph L. Thomas
- 1985: The Bay Boy von Daniel Petrie
- 1986: Mein Cousin aus Amerika (My American Cousin) von Sandy Wilson
- 1987: Der Untergang des amerikanischen Imperiums (Le Déclin de l'empire américain) von Denys Arcand
- 1988: Night Zoo – Kreaturen der Nacht (Un zoo la nuit) von Jean-Claude Lauzon
- 1989: Die Unzertrennlichen (Dead Ringers) von David Cronenberg
- 1990: Jesus von Montreal (Jésus de Montréal) von Denys Arcand
- 1991: Black Robe – Am Fluß der Irokesen (Black Robe) von Bruce Beresford
- 1992: Naked Lunch (Naked Lunch) von David Cronenberg
- 1993: 32 Variationen über Glenn Gould (Thirty Two Short Films About Glenn Gould) von François Girard
- 1994: Exotica von Atom Egoyan
- 1995: Confessionnal (Le Confessionnal) von Robert Lepage
- 1996: Lilies – Theater der Leidenschaft (Lilies – Les Feluettes) von John Greyson
- 1997: Das süße Jenseits (The Sweet Hereafter) von Atom Egoyan
- 1998: –
- 1999: Die rote Violine (Le Violon rouge) von François Girard
- 2000: Ein Hauch von Sonnenschein (The Taste of Sunshine) von István Szabó
- 2001: Maelström von Denis Villeneuve
- 2002: Atanarjuat – Die Legende vom schnellen Läufer (Atanarjuat – The Fast Runner) von Zacharias Kunuk
- 2003: Ararat von Atom Egoyan
- 2004: Die Invasion der Barbaren (Les invasions barbares) von Denys Arcand
- 2005: Das große Rennen von Belleville (Les Triplettes de Belleville) von Sylvain Chomet
- 2006: C.R.A.Z.Y. – Verrücktes Leben (C.R.A.Z.Y.) von Jean-Marc Vallée
- 2007: Good Cop Bad Cop (Bon Cop, Bad Cop) von Eric Canuel
- 2008: An ihrer Seite (Away From Her) von Sarah Polley
- 2009: Das Feld der Ehre – Die Schlacht von Passchendaele (Passchendaele) von Paul Gross
- 2010: Polytechnique von Denis Villeneuve
- 2011: Die Frau die singt – Incendies (Incendies) von Denis Villeneuve
- 2012: Monsieur Lazhar von Philippe Falardeau